# Liophidium mayottensis
Liophidium mayottensis är en ormart som beskrevs av Peters 1874. Liophidium mayottensis ingår i släktet Liophidium och familjen snokar. Inga underarter finns listade i Catalogue of Life.
Arten förekommer endemisk på Mayotte som ingår i Komorerna. Den hittades i områden som ligger 145 till 165 meter över havet. Individerna vistas i skogar och på odlingsmark. De gräver ofta i det översta jordlagret. Honor lägger ägg.

Beståndet hotas av skogsavverkningar. Troligtvis dödas flera exemplar av det introducerade rovdjuret liten indisk sibetkatt och av andra rovlevande djur. IUCN kategoriserar arten globalt som starkt hotad.